# Clarence Nash
Clarence Nash, född 7 december 1904 i Watonga i Oklahomaterritoriet, död 20 februari 1985 i Glendale i Kalifornien var en amerikansk röstskådespelare. Nash var mest känd som Kalle Ankas röst i de klassiska kortfilmerna, vilket gav honom smeknamnet "Ducky". 

## Biografi
Som barn brukade Nash imitera djur och när han som vuxen jobbade som mjölkbud brukade han vissla som en fågel för sina kunders barn. Efter att ha ställt upp i ett underhållningsprogram på radio blev han kontaktad av Walt Disney som sökte en röstskådespelare till sin nya figur Kalle Anka. Nash gjorde filmdebut som Kalle Anka i kortfilmen Den kloka hönan, och gjorde rösten till Kalle fram till sin död i leukemi 1985. Under sitt sista år i livet tränade han upp sin efterträdare som Kalle Ankas röst, Tony Anselmo. Nashs sista framträdande på film i rollen var i Musse Piggs julsaga.

## Filmografi (i urval)
- 1934 – Den kloka hönan (röst till Kalle Anka)
- 1935 – Musse Pigg på skridskor (röst till Kalle Anka)
- 1936 – Musse Pigg på bergsbestigning (röst till Kalle Anka)
- 1937 – Musse Piggs radiokabaret (röst till Kalle Anka)
- 1938 – Kalle Anka spelar golf (röst till samtliga karaktärer)
- 1939 – Kalle Anka spelar ishockey (röst till samtliga karaktärer)
- 1940 – Musse Pigg har ångan uppe (röst till Kalle Anka)
- 1940 – Kalle Ankas frieri (röst till samtliga karaktärer)
- 1943 – Kalle Anka får punktering (röst till Kalle Anka)
- 1947 – Kalle Anka i djungeln (röst till Kalle Anka)
- 1951 – Jätten Kalle Anka (röst till Kalle Anka)
- 1983 – Musse Piggs julsaga (röst till Kalle Anka)[7]